# Sarcophaga claripennis
Sarcophaga claripennis är en tvåvingeart som först beskrevs av Thomson 1869.  Sarcophaga claripennis ingår i släktet Sarcophaga och familjen köttflugor.
Artens utbredningsområde är Mauritius. Inga underarter finns listade i Catalogue of Life.